# Lijst van schilderijen van Frida Kahlo
De volgende lijst omvat de belangrijkste schilderwerken van Frida Kahlo. Het bevat geen tekeningen, studies en waterverfwerken.
| Afbeelding                               | Titel                                                                                    | Titel                                                                              | Titel                                                                                 | Jaar | Medium                                                | Locatie                                                                          |
| Afbeelding                               | Nederlands                                                                               | Spaans                                                                             | Engels                                                                                | Jaar | Medium                                                | Locatie                                                                          |
| ---------------------------------------- | ---------------------------------------------------------------------------------------- | ---------------------------------------------------------------------------------- | ------------------------------------------------------------------------------------- | ---- | ----------------------------------------------------- | -------------------------------------------------------------------------------- |
|                                          | Dienblad met papavers                                                                    | Charola de amapolas                                                                | Tray with Poppies                                                                     | 1924 | Olieverf op metaal 40,5 cm diameter                   | Collectie van Isolda Pinedo Kahlo                                                |
|                                          | Stilleven - Rozen                                                                        | Naturaleza muerta (Rosas)                                                          | Still Life (Roses)                                                                    | 1925 | Olieverf op doek 41,2 × 30 cm                         | Privécollectie                                                                   |
|                                          | Stedelijk landschap                                                                      | Paisaje urbano                                                                     | Urban Landscape                                                                       | 1925 | Olieverf op doek 34,29 × 40 cm                        | Privécollectie Mexico-Stad                                                       |
|                                          | Zelfportret in een fluwelen jurk                                                         | Autorretrato con trajede terciopelo                                                | Self-Portrait in a Velvet Dress                                                       | 1926 | Olieverf op doek 79 × 58 cm                           | Privécollectie Mexico-Stad                                                       |
|                                          | La Adelita, Pancho Villa en Frida                                                        | La Adelita, Pancho Villa, y Frida                                                  | La Adelita, Pancho Villa, and Frida                                                   | 1927 | Olieverf op doek bevestigd op board 65 × 45 cm        | Tlaxcalteca Institute of Culture Tlaxcala, Mexico                                |
|                                          | Als Adelita...                                                                           | Si Adelita... o Los Cachuchas                                                      | If Adelita... or The Peaked Caps                                                      | 1927 | Olieverf op doek 65,3 × 45,1 cm                       | Privécollectie Mexico                                                            |
|                                          | Portret van Miguel N. Lira                                                               | Retrato de Miguel N. Lira                                                          | Portrait of Miguel N. Lira                                                            | 1927 | Olieverf op doek 106 × 74 cm                          | Tlaxcalteca Institute of Culture Tlaxcala, Mexico                                |
|                                          | Portret van Adriana                                                                      | Retrato de Adriana                                                                 | Portrait of Adriana                                                                   | 1927 | Olieverf op doek 105,9 × 73,9 cm                      | Onbekend                                                                         |
|                                          | Portret van Agustín Olmedo                                                               | Retrato de Agustín Olmedo                                                          | Portrait of Agustín Olmedo                                                            | 1927 | Olieverf op doek 79 × 59 cm                           | Coyoacán, Mexico                                                                 |
|                                          | Portret van Alicia Galant                                                                | Retrato de Alicia Galant                                                           | Portrait of Alicia Galant                                                             | 1927 | Olieverf op doek 107 × 93 cm                          | Museo Dolores Olmedo Mexico-Stad                                                 |
|                                          | Portret van Ruth Quintanilla                                                             | Retrato de Ruth Quintanilla                                                        | Portrait of Ruth Quintanilla                                                          | 1927 | Olieverf op doek (Afmeting onbekend)                  | Onbekend                                                                         |
|                                          | Portret van Jesús Ríos y Valle                                                           | Retrato de Jesús Ríos y Valle                                                      | Portrait of Jesús Ríos y Valles                                                       | 1927 | Onbekend                                              | Vernietigd                                                                       |
|                                          | Portret van Alejandro Gómez Arias                                                        | Retrato de Alejandro Gómez Arias                                                   | Portrait of Alejandro Gómez Arias                                                     | 1928 | Olieverf op hout 61,5 × 41 cm                         | Privécollectie Mexico                                                            |
|                                          | Portret van Cristina, mijn zus                                                           | Retrato de Cristina, Mi Hermana                                                    | Portrait of Cristina, My Sister                                                       | 1928 | Olieverf op hout 99 × 81,5 cm                         | Privécollectie Mexico-Stad                                                       |
|                                          | Zittend meisje met eend                                                                  | Niña Sentada con Pato                                                              | Sitting Girl with Duck                                                                | 1928 | Olieverf op doek 100,3 × 40,3 cm                      | Privécollectie                                                                   |
|                                          | Twee vrouwen                                                                             | Dos mujeres                                                                        | Two Women                                                                             | 1928 | Olieverf op doek 69 × 53 cm                           | Museum of Fine Arts Boston, Massachusetts                                        |
|                                          | Naakte Inheemse vrouw                                                                    | Desnudo de mujer India                                                             | Indian Woman Nude                                                                     | 1929 | Olieverf op doek (Afmeting onbekend)                  | Onbekend                                                                         |
|                                          | Portret van een meisje                                                                   | Retrato de una niña                                                                | Portrait of a Girl                                                                    | 1929 | Olieverf op doek 118,1 × 80 cm                        | Frida Kahlo Museum Coyoacán, Mexico                                              |
|                                          | Portret van een meisje met een strik om haar middel                                      | Retrato de una niña con un lazo en la cintura                                      | Portrait of a Girl with Ribbon Around her Waist                                       | 1929 | Olieverf op doek (afmeting onbekend)                  | Onbekend                                                                         |
|                                          | Portret van Isolda Pinedo Kahlo                                                          | Retrato de Isolda Pinedo Kahlo                                                     | Portrait of Isolda Pinedo Kahlo                                                       | 1929 | Olieverf op doek 65,5 × 44 cm                         | Collectie van Seguros America Banamex Mexico-Stad                                |
|                                          | Portret van Lupe Marín                                                                   | Retrato de Lupe Marín                                                              | Portrait of Lupe Marín                                                                | 1929 | Olieverf op doek (afmeting onbekend)                  | Vernietigd                                                                       |
|                                          | Portret van Virginia (Meisje)                                                            | Retrato de Virginia (Niña)                                                         | Portrait of Virginia (Little Girl)                                                    | 1929 | Olieverf op masoniet 84 × 68 cm                       | Museo Dolores Olmedo Mexico-Stad                                                 |
|                                          | Zelfportret - De tijd vliegt                                                             | Autorretrato - El tiempo vuela                                                     | Self-Portrait - Time Flies                                                            | 1929 | Olieverf op masoniet 77,5 × 61 cm                     | Collectie van Antony Bryan                                                       |
|                                          | De bus                                                                                   | El camión                                                                          | The Bus                                                                               | 1929 | Olieverf op doek 26 × 55,5 cm                         | Museo Dolores Olmedo Mexico-Stad                                                 |
|                                          | Portret van een vrouw in het wit                                                         | Retrato de una mujer de blanco                                                     | Portrait of a Woman in White                                                          | 1930 | Olieverf op doek 119 × 81 cm                          | Privécollectie Berlijn, Duitsland                                                |
|                                          | Zelfportret                                                                              | Autorretrato                                                                       | Self-Portrait                                                                         | 1930 | Olieverf op doek 65 × 54 cm                           | Privécollectie Boston, Massachusetts, Verenigde Staten                           |
|                                          | Etalage in een straat in Detroit                                                         | Aparador en una calle de Detroit                                                   | Display Window in a Street in Detroit                                                 | 1931 | Olieverf op metaal 30,3 × 38,2 cm                     | Collectie van Mr. and Mrs. Abel Holtz Verenigde Staten                           |
| Afbeelding op en.wikipedia.org           | Frieda en Diego Rivera                                                                   | Frieda y Diego Rivera                                                              | Frieda and Diego Rivera                                                               | 1931 | Olieverf op doek 100 × 79 cm                          | San Francisco Museum of Modern Art San Francisco, Verenigde Staten               |
|                                          | Portret van Dr. Leo Eloesser                                                             | Retrato de Dr. Leo Eloesser                                                        | Portrait of Dr. Leo Eloesser                                                          | 1931 | Olieverf op masoniet 85,1 × 59,7 cm                   | University of California, School of Medicine San Francisco, Verenigde Staten     |
|                                          | Portret van Eva Frederick                                                                | Retrato de Eva Frederick                                                           | Portrait of Eva Frederick                                                             | 1931 | Olieverf op doek 87 × 44 cm                           | Museo Dolores Olmedo Mexico-Stad                                                 |
|                                          | Portret van Mevrouw Jean Wight                                                           | Retrato de Sra. Jean Wight                                                         | Portrait of Mrs. Jean Wight                                                           | 1931 | Olieverf op doek 63,5 × 46 cm                         | Collectie van Mr. en Mrs. John Berggruen San Francisco, Verenigde Staten         |
|                                          | Portret van Luther Burbank                                                               | Retrato de Luther Burbank                                                          | Portrait of Luther Burbank                                                            | 1932 | Olieverf op masoniet 87 × 62 cm                       | Museo Dolores Olmedo Mexico-Stad                                                 |
|                                          | Frida en de keizersnee operatie                                                          | Frida y la operación cesárea                                                       | Frida and the Cesarean Operation                                                      | 1932 | Olieverf op doek 73 × 62 cm                           | Museo Dolores Olmedo Mexico-Stad                                                 |
| Afbeelding op en.wikipedia.org           | Henry Ford Hospital                                                                      | Henry Ford Hospital                                                                | Henry Ford Hospital                                                                   | 1932 | Olieverf op metaal 30,5 × 38 cm                       | Museo Dolores Olmedo Mexico-Stad                                                 |
|                                          | Mijn geboorte                                                                            | Mi nacimiento                                                                      | My Birth                                                                              | 1932 | Olieverf op metaal 30,5 × 35 cm                       | Private Collectie van Madonna                                                    |
|                                          | Zelfportret op de grens tussen Mexico en de Verenigde Staten                             | Autorretrato en la frontera entre México y los Estados Unidos                      | Self-Portrait on the Border of Mexico and The United States                           | 1932 | Olieverf op metaal 31 × 35 cm                         | Collectie van Maria Rodríguez de Reyero New York, Verenigde Staten               |
|                                          | Daar hangt mijn jurk                                                                     | Allá cuelga mi vestido                                                             | My Dress Hangs There                                                                  | 1933 | Olieverf en collage op masoniet 46 × 50 cm            | Hoover Gallery San Francisco, Verenigde Staten                                   |
|                                          | Zelfportret – heel lelijk                                                                | Autorretrato – muy fea                                                             | Self-Portrait – Very Ugly                                                             | 1933 | Fresco bevestigd op masoniet 27,4 × 22,2 cm           | Privécollectie Dallas, Texas, Verenigde Staten                                   |
|                                          | Zelfportret met ketting                                                                  | Autorretrato con collar                                                            | Self-Portrait with Necklace                                                           | 1933 | Olieverf op metaal 34,5 × 29,5 cm                     | Collectie van Jacques & Natasha Gelman Mexico-Stad                               |
|                                          | Een paar prikjes                                                                         | Unos cuantos piquetitos                                                            | A Few Small Nips                                                                      | 1935 | Olieverf op metaal 30 × 40 cm                         | Museo Dolores Olmedo Mexico-Stad                                                 |
|                                          | Zelfportret met krullend haar                                                            | Autorretrato con pelo rizado                                                       | Self-Portrait with Curly Hair                                                         | 1935 | Olieverf op tin 19,3 × 14,7 cm                        | Privécollectie Californië, Verenigde Staten                                      |
|                                          | Mijn grootouders, mijn ouders en ik                                                      | Mis abuelos, mis padres, y yo                                                      | My Grandparents, My Parents, and I                                                    | 1936 | Olieverf en tempera op zink 30,7 × 34,5 cm            | Museum of Modern Art New York, Verenigde Staten                                  |
|                                          | Stilleven - Cactusvijgen                                                                 | Tunas                                                                              | Cactus Fruits                                                                         | 1937 | Olieverf op metaal 20 × 24 cm                         | Robert Holmes Collection Perth, Australië                                        |
|                                          | Fulang-Chang en ik                                                                       | Fulang-Chang y yo                                                                  | Fulang-Chang and I                                                                    | 1937 | Olieverf op masoniet 40 × 28 cm                       | Museum of Modern Art New York, Verenigde Staten                                  |
|                                          | Stilleven - Vaas met bloemen Ik ben van mijn eigenaar                                    | Pertenezco a mi dueño                                                              | I Belong to My Owner                                                                  | 1937 | Olieverf afmeting onbekend                            | Onbekend                                                                         |
|                                          | Ik en mijn pop                                                                           | Yo y mi muñeca                                                                     | Me and My Doll                                                                        | 1937 | Olieverf op een metaalfolie 40 × 31 cm                | Collectie van Jacques & Natasha Gelman Mexico-Stad                               |
| Afbeelding op en.wikipedia.org           | Herinnering                                                                              | Recuerdo                                                                           | Memory, the heart                                                                     | 1937 | Olieverf op metaal 40 × 28 cm                         | Collectie van Michel Petitjean Parijs, Frankrijk                                 |
|                                          | Mijn voedster en ik                                                                      | Mi nana y yo                                                                       | My Nurse and I                                                                        | 1937 | Olieverf op metaal 30,5 × 36,83 cm                    | Museo Dolores Olmedo Mexico-Stad                                                 |
|                                          | Portret van Alberto Misrachi                                                             | Retrato de Alberto Misrachi                                                        | Portrait of Alberto Misrachi                                                          | 1937 | Olieverf op metaal 34,3 × 26,9 cm                     | Collectie van Ana Misrachi Mexico-Stad                                           |
|                                          | Portret van Diego Rivera                                                                 | Retrato de Diego Rivera                                                            | Portrait of Diego Rivera                                                              | 1937 | Olieverf op hout 46 × 32 cm                           | Collectie van Jacques & Natasha Gelman Mexico-Stad                               |
|                                          | Zelfportret opgedragen aan Leon Trotsky                                                  | Autorretrato dedicado a Leon Trotsky                                               | Self-Portrait Dedicated to Leon Trotsky                                               | 1937 | Olieverf op masoniet 87 × 70 cm                       | National Museum of Women in the Arts Washington, Verenigde Staten                |
|                                          | De overleden Dimas                                                                       | El difuntito Dimas                                                                 | The Deceased Dimas                                                                    | 1937 | Olieverf op masoniet 48 × 31 cm                       | Museo Dolores Olmedo Mexico-Stad                                                 |
|                                          | Vier inwoners van Mexico-Stad                                                            | Cuatro habitantes de la Ciudad de México                                           | Four Inhabitants of Mexico City                                                       | 1938 | Olieverf op metaal 32,4 × 47,6 cm                     | Privécollectie Palo Alto, Verenigde Staten                                       |
|                                          | Stilleven - Vruchten van de aarde                                                        | Frutos de la tierra                                                                | Fruits of the Earth                                                                   | 1938 | Olieverf op masoniet 40,6 × 60 cm                     | Collectie van Banco de México Mexico-Stad                                        |
|                                          | Meisje met dodenmasker (Ze speelt alleen)                                                | Niña con mascara de muerte (Ella juega solo)                                       | Girl with Death Mask (She Plays Alone)                                                | 1938 | Olieverf op metaal 14,9 × 11 cm                       | Nagoya City Art Museum Nagoya, Japan                                             |
|                                          | Meisje met dodenmasker                                                                   | Niña con mascara de muerte                                                         | Girl with Death Mask                                                                  | 1938 | Onbekend                                              | Onbekend                                                                         |
|                                          | De hond Itzcuintli met mij                                                               | Perro Itzcuintli conmigo                                                           | Itzcuintli Dog with Me                                                                | 1938 | Olieverf op doek 71 × 52 cm                           | Privécollectie Dallas, Texas, Verenigde Staten                                   |
|                                          | Stilleven - Pitajas                                                                      | Pitahayas                                                                          | Pitahayas                                                                             | 1938 | Olieverf op metaal 25,4 × 35,6 cm                     | Madison Museum of Contemporary Art Madison, Wisconsin, Verenigde Staten          |
|                                          | Herinnering aan de open wond                                                             | Recuerdo de la herida abierta                                                      | Remembrance of the Open Wound                                                         | 1938 | Olieverf 20,3 × 25,4 cm                               | Vernietigd door een brand                                                        |
|                                          | Zelfportret                                                                              | Autorretrato                                                                       | Self-Portrait                                                                         | 1938 | Olieverf op plaat 12 × 7 cm                           | Privécollectie Parijs, Frankrijk                                                 |
|                                          | Zelfportret (ovaal miniatuur)                                                            | Autorretrato (oval miniatura)                                                      | Self-Portrait (Oval Miniature)                                                        | 1938 | Olieverf op hout 4,1 × 3,8 cm                         | Privécollectie New York, Verenigde Staten                                        |
|                                          | Zelfportret - De omlijsting                                                              | Autorretrato - El marco                                                            | Self-Portrait - The Frame                                                             | 1938 | Olieverf op aluminium en glas 28,5 × 20,7 cm          | Musée Centre Pompidou, Parijs, Frankrijk                                         |
| Afbeelding op en.wikipedia.org           | Zelfportret met aap                                                                      | Autorretrato con mono                                                              | Self-Portrait with Monkey                                                             | 1938 | Olieverf op masoniet 40,6 × 30,5 cm                   | Albright-Knox Art Gallery Buffalo, New York                                      |
|                                          | Overlevende                                                                              | Superviviente                                                                      | Survivor                                                                              | 1938 | Olieverf op metaal 17 × 12 cm                         | Privécollectie                                                                   |
|                                          | Het vliegtuigongeluk                                                                     | El accidente de aviación                                                           | The Airplane Crash                                                                    | 1938 | Olieverf afmeting onbekend                            | Onbekend                                                                         |
| Afbeelding op en.wikipedia.org           | Zelfmoord van Dorothy Hale                                                               | El suicidio de Dorothy Hale                                                        | The Suicide of Dorothy Hale                                                           | 1938 | Olieverf op masoniet 60,4 × 48,6 cm                   | Phoenix Art Museum Phoenix, Arizona, Verenigde Staten                            |
|                                          | Ze vragen om vliegtuigen en ze gaven vleugels van stro                                   | Piden aeroplanos y les dan alas de petate                                          | They Asked for Airplanes But Were Given Straw Wings                                   | 1938 | Olieverf op metaal 12,0 × 16,5 cm                     | Onbekend                                                                         |
| Afbeelding op en.wikipedia.org           | Wat het water me gaf                                                                     | Lo que el agua me dio                                                              | What the Water Gave Me                                                                | 1938 | Olieverf op doek 91,44 × 70,5 cm                      | Collectie van Daniel Filipacchi Parijs, Frankrijk                                |
|                                          | Stilleven Als ik je heb, leven, hoeveel ik van je hou                                    | Cuando te tengo a ti, vida, cuanto te quiero                                       | When I Have You, Life, How Much I Love You                                            | 1938 | Olieverf op board 55,6 × 35,6 cm                      | Privécollectie                                                                   |
|                                          | Xochitl, bloem van het leven                                                             | Xochitl, flor de la vida                                                           | Xochitl, Flower of Life                                                               | 1938 | Olieverf op metaal 18 × 9,5 cm                        | Collectie van Dr. Rodolfo Gomez Mexico-Stad                                      |
| Afbeelding op en.wikipedia.org           | De twee Frida's                                                                          | Las dos Fridas                                                                     | The Two Fridas                                                                        | 1939 | Olieverf op doek 173,5 × 173 cm                       | Museo de Arte Moderno Mexico-Stad                                                |
| Afbeelding op en.wikipedia.org           | Twee naakten in het bos                                                                  | Dos desnudos en un bosque                                                          | Two Nudes in the Forest                                                               | 1939 | Olieverf op metaal 25 × 30,5 cm                       | Collectie van Jon and Mary Shirley Washington, Verenigde Staten                  |
|                                          | Altaarstuk                                                                               | Retablo                                                                            | Retablo                                                                               | 1940 | Olieverf op metaal 19,1 × 24,1 cm                     | Privécollectie                                                                   |
|                                          | Zelfportret opgedragen aan Sigmund Firestone                                             | Autorretrato dedicado al Sigmund Firestone                                         | Self-Portrait Dedicated to Sigmund Firestone                                          | 1940 | Olieverf op masoniet 61 × 43 cm                       | Collectie van Violet Gershenson New York, Verenigde Staten                       |
|                                          | Zelfportret met kort haar                                                                | Autorretrato con pelo corto                                                        | Self-Portrait with Cropped Hair                                                       | 1940 | Olieverf op doek 40 × 28 cm                           | Museum of Modern Art New York, Verenigde Staten                                  |
|                                          | Zelfportret met aap                                                                      | Autorretrato con mono                                                              | Self-Portrait with Monkey                                                             | 1940 | Olieverf op masoniet 55,2 × 43,5 cm                   | Private Collectie van Madonna                                                    |
| Afbeelding op en.wikipedia.org           | Zelfportret met doornenhalsband of Zelfportret met kolibri, aap en zwarte kat            | Autorretrato con collar de espinas                                                 | Self-Portrait with Thorn Necklace and Hummingbird                                     | 1940 | Olieverf op doek 63,5 × 49,5 cm                       | University of Texas at Austin Austin, Texas, Verenigde Staten                    |
|                                          | Zelfportret opgedragen aan Dr. Eloesser                                                  | Autorretrato dedicado al Dr. Eloesser                                              | Self-Portrait Dedicated to Dr. Eloesser                                               | 1940 | Olieverf op masoniet 59,5 × 40 cm                     | Privécollectie                                                                   |
|                                          | De droom (het bed)                                                                       | El sueño (La cama)                                                                 | The Dream (The Bed)                                                                   | 1940 | Olieverf op doek 74 × 98,5 cm                         | Collectie van Selma and Nesuhi Ertegun New York, Verenigde Staten                |
| Afbeelding op en.wikipedia.org (replica) | De gewonde tafel                                                                         | La mesa herida                                                                     | The Wounded Table                                                                     | 1940 | Olieverf op doek 122 × 244 cm                         | Onbekend (mogelijk Moskou, Rusland)                                              |
|                                          | Mand met bloemen (rond)                                                                  | Cesta con flores                                                                   | Flower Basket                                                                         | 1941 | Olieverf op koperen plaat 64,1 cm                     | Privécollectie                                                                   |
|                                          | Ik en mijn papegaaien                                                                    | Yo y mis pericos                                                                   | Me and My Parrots                                                                     | 1941 | Olieverf op doek 82 × 62,8 cm                         | Collectie van Mr. & Mrs. Harold H. Stream New Orleans, Verenigde Staten          |
|                                          | Zelfportret met rode en gouden jurk                                                      | Autorretrato con vestido rojo y dorado                                             | Self-Portrait in Red and Gold Dress                                                   | 1941 | Olieverf op doek 37,8 × 26,9 cm                       | Collectie van Jacques & Natasha Gelman Mexico-Stad                               |
|                                          | Zelfportret met Bonito Zelfportret met rups, vlinder en papegaai                         | Autorretrato con bonito                                                            | Self-Portrait with Bonito                                                             | 1941 | Olieverf op doek 55 × 43,4 cm                         | Privécollectie Verenigde Staten                                                  |
|                                          | Zelfportret met vlecht                                                                   | Autorretrato con trenza                                                            | Self-Portrait with Braid                                                              | 1941 | Olieverf op masoniet 51 × 38,7 cm                     | Collectie van Jacques & Natasha Gelman Mexico-Stad                               |
|                                          | Portret van Lucha Maria, een meisje uit Tehuacan                                         | Retrato de Lucha Maria, una niña de Tehuacan                                       | Portrait of Lucha Maria, a Girl from Tehuacan                                         | 1942 | Olieverf op masoniet 54,6 × 43,2 cm                   | Privécollectie Mexico-Stad                                                       |
|                                          | Portret van Marucha Lavin                                                                | Retrato de Marucha Lavin                                                           | Portrait of Marucha Lavin                                                             | 1942 | Olieverf op koper 64,8 cm                             | Collectie van Jose Domingo and Eugenia Lavin Mexico-Stad                         |
|                                          | Zelfportret met aap en parkiet                                                           | Autorretrato con mono y perico                                                     | Self-Portrait with Monkey and Parrot                                                  | 1942 | Olieverf op masoniet 54,6 × 43,2 cm                   | Collectie van Constantini Buenos Aires, Argentina                                |
|                                          | Stilleven (rond)                                                                         | Naturaleza muerta (Tondo)                                                          | Still Life (Round)                                                                    | 1942 | Olieverf op koperen plaat 63 cm                       | Frida Kahlo Museum Coyoacán, Mexico                                              |
|                                          | Diego in mijn gedachten of Denkend aan Diego                                             | Diego en mi pensamiento o Pensando en Diego                                        | Diego in My Thoughts or Thinking of Diego                                             | 1943 | Olieverf op masoniet 76 × 61 cm                       | Collectie van Jacques & Natasha Gelman Mexico-Stad                               |
|                                          | Bloem van het leven                                                                      | Flor de la vida                                                                    | Flower of Life                                                                        | 1943 | Olieverf op masoniet 27,8 × 19,7 cm                   | Museo Dolores Olmedo Mexico-Stad                                                 |
|                                          | Stilleven Hoe mooi is het leven als het ons zijn rijkdom geeft                           | Que bonita es la vida cuando nos da sus riquezas                                   | How Beautiful Life is When It Gives Us Its Riches                                     | 1943 | Onbekend                                              | Onbekend                                                                         |
|                                          | Portret van Natasha Gelman                                                               | Retrato de Natasha Gelman                                                          | Portrait of Natasha Gelman                                                            | 1943 | Olieverf op doek 30 × 23 cm                           | Collectie van Jacques & Natasha Gelman Mexico-Stad                               |
|                                          | Wortels                                                                                  | Raíces                                                                             | Roots                                                                                 | 1943 | Olieverf op metaal 30,5 × 49,9 cm                     | Privécollectie                                                                   |
|                                          | Zelfportret met 4 apen                                                                   | Autorretrato con monos                                                             | Self-Portrait with Monkeys                                                            | 1943 | Olieverf op doek 81,5 × 63 cm                         | Collectie van Jacques & Natasha Gelman Mexico-Stad                               |
|                                          | Stilleven De bruid bang om het open leven te zien                                        | La novia asustada al ver la vida abierta                                           | The Bride Frightened at Seeing Life Opened                                            | 1943 | Olieverf op doek 63 × 81,5 cm                         | Collectie van Jacques & Natasha Gelman Mexico-Stad                               |
|                                          | Zelfportret Denken aan de dood                                                           | Pensando en la muerte                                                              | Thinking About Death                                                                  | 1943 | Olieverf op doek bevestigd op masoniet 44,5 × 37 cm   | Collectie van Dolores Olmedo Patiño Mexico-Stad                                  |
|                                          | Diego en Frida 1929-1944                                                                 | Diego y Frida 1929-1944                                                            | Diego and Frida 1929-1944                                                             | 1944 | Olieverf op masoniet 13 × 8 cm                        | Collectie van María Félix Mexico-Stad                                            |
|                                          | Portret van Doña Rosita Morillo                                                          | Retrato de Doña Rosita Morillo                                                     | Portrait of Doña Rosita Morillo                                                       | 1944 | Olieverf op doek bevestigd op masoniet 75,5 × 59,5 cm | Collectie van Dolores Olmedo Patiño Mexico-Stad                                  |
|                                          | Portret van Lupita Morillo Safa                                                          | Retrato de Lupita Morillo Safa                                                     | Portrait of Lupita Morillo Safa                                                       | 1944 | Olieverf op masoniet 58,7 × 53,3 cm                   | Privécollectie                                                                   |
|                                          | Portret van Mariana Morillo Safa                                                         | Retrato de Mariana Morillo Safa                                                    | Portrait of Mariana Morillo Safa                                                      | 1944 | Olieverf op doek 40 × 28 cm                           | Privécollectie New York, Verenigde Staten                                        |
|                                          | Portret van Alicia en Eduardo Safa                                                       | Retrato de Alicia y Eduardo Safa                                                   | Portrait of Alicia and Eduardo Safa                                                   | 1944 | Olieverf op doek 56 × 85,5 cm                         | Collectie van Dolores Olmedo Patiño Mexico-Stad                                  |
|                                          | Portret van ingenieur Eduardo Morillo Safa                                               | Retrato del Ingeniero Eduardo Morillo Safa                                         | Portrait of the Engineer Eduardo Morillo Safa                                         | 1944 | Olieverf op masoniet 41,9 × 31,2 cm                   | Collectie van Dolores Olmedo Patiño Mexico-Stad                                  |
|                                          | Portret van Marte R. Gómez                                                               | Retrato de Marte R. Gómez                                                          | Portrait of Marte R. Gómez                                                            | 1944 | Olieverf op masoniet 32,5 × 26,5 cm                   | Collectie van Marte Gomez Leal Mexico-Stad                                       |
| Afbeelding op en.wikipedia.org           | De gebroken kolom                                                                        | La columna rota                                                                    | The Broken Column                                                                     | 1944 | Olieverf op doek 43 × 33 cm                           | Museo Dolores Olmedo Mexico-Stad                                                 |
|                                          | Stilleven - Magnolia's                                                                   | Magnolias                                                                          | Magnolias                                                                             | 1945 | Olieverf op masoniet 41 × 57 cm                       | Collectie van Balbina Azcarraga Mexico-Stad                                      |
|                                          | Mozes                                                                                    | Moisés                                                                             | Moses                                                                                 | 1945 | Olieverf op masoniet 61 × 75,6 cm                     | Privécollectie                                                                   |
|                                          | Zelfportret met aap                                                                      | Autorretrato con mono                                                              | Self-Portrait with Monkey                                                             | 1945 | Olieverf op masoniet 57 × 42 cm                       | Collectie van Robert Brady Foundation Cuernavaca, Mexico                         |
|                                          | Zelfportret met hond en aap                                                              | Autorretrato con changuito                                                         | Self-Portrait with Small Monkey                                                       | 1945 | Olieverf op masoniet 39,5 × 34,5 cm                   | Museo Dolores Olmedo Mexico-Stad                                                 |
|                                          | Het kuiken                                                                               | El pollito                                                                         | The Chick                                                                             | 1945 | Olieverf op masoniet 27,2 × 22,2 cm                   | Museo Dolores Olmedo Mexico-Stad                                                 |
|                                          | Het masker (van de waanzin)                                                              | La mascara (de la locura)                                                          | The Mask                                                                              | 1945 | Olieverf op masoniet 40 × 30,5 cm                     | Museo Dolores Olmedo Mexico-Stad                                                 |
|                                          | Hopeloos                                                                                 | Sin esperanza                                                                      | Without Hope                                                                          | 1945 | Olieverf op doek bevestigd op masoniet 28 × 36 cm     | Collectie van Dolores Olmedo Patiño Mexico-Stad                                  |
|                                          | Landschap                                                                                | Paisaje                                                                            | Landscape                                                                             | 1946 | Olieverf op doek 20 × 27 cm                           | Frida Kahlo Museum Coyoacán, Mexico                                              |
| Afbeelding op en.wikipedia.org           | Het gewonde hert                                                                         | El venado herido                                                                   | The Wounded Deer                                                                      | 1946 | Olieverf op masoniet 22,4 × 30 cm                     | Collectie van Carolyn Farb Houston, Texas, Verenigde Staten                      |
|                                          | Boom van hoop, blijf standvastig                                                         | Árbol de la esperanza, mántente firme                                              | Tree of Hope, Remain Strong                                                           | 1946 | Olieverf op masoniet 55,9 × 40,6 cm                   | Collectie van Daniel Filipacchi Parijs, Frankrijk                                |
|                                          | Zelfportret met los haar                                                                 | Autorretrato con el pelo suelto                                                    | Self-Portrait with Loose Hair                                                         | 1947 | Olieverf op masoniet 61 × 45 cm                       | Privécollectie Des Moines, Iowa, Verenigde Staten                                |
|                                          | De zon en het leven                                                                      | El sol y la vida                                                                   | Sun and Life                                                                          | 1947 | Olieverf op masoniet 40 × 50 cm                       | Collectie van Manuel Perusquia, Galería Arvil Mexico-Stad                        |
|                                          | Zelfportret                                                                              | Autorretrato                                                                       | Self-Portrait                                                                         | 1948 | Olieverf op masoniet 50 × 39,5 cm                     | Collectie van Dr. Samuel Fastlicht Mexico-Stad                                   |
| Afbeelding op en.wikipedia.org           | Diego en ik                                                                              | Diego y yo                                                                         | Diego and I                                                                           | 1949 | Olieverf op doek bevestigd op masoniet 29,5 × 22,4 cm | Collectie van Mary Anne Martin Fine Arts New York, Verenigde Staten              |
| Afbeelding op en.wikipedia.org           | De liefdevolle omhelzing van het universum, de aarde (Mexico), ik, Diego en Señor Xolotl | El abrazo de amor de el universo, la tierra (México), yo, Diego, y el Señor Xolotl | The Love Embrace of the Universe, the Earth (Mexico), Myself, Diego, and Señor Xolotl | 1949 | Olieverf op doek 70 × 60,5 cm                         | Collectie van Jacques & Natasha Gelman Mexico-Stad                               |
|                                          | Portret van Frida's familie                                                              | Retrato de la familia de Frida                                                     | Portrait of Frida's Family                                                            | 1950 | Olieverf op masoniet 41 × 59 cm                       | Frida Kahlo Museum Coyoacán, Mexico                                              |
|                                          | Stilleven - Kokosnoten                                                                   | Cocos                                                                              | Coconuts                                                                              | 1951 | Olieverf op masoniet 25,4 × 34,6 cm                   | Museo de Arte Moderno Mexico-Stad                                                |
|                                          | Portret van mijn vader                                                                   | Retrato de mi padre                                                                | Portrait of My Father                                                                 | 1951 | Olieverf op masoniet 60,5 × 46,5 cm                   | Frida Kahlo Museum Coyoacán, Mexico                                              |
|                                          | Zelfportret met het portret van Dr. Farill                                               | Autorretrato con el retrato del Dr. Farill                                         | Self-Portrait with the Portrait of Doctor Farill                                      | 1951 | Olieverf op masoniet 41,5 × 50 cm                     | Galería Arvil Mexico-Stad                                                        |
|                                          | Stilleven gewijd aan Samuel Fastlicht                                                    | Naturaleza muerta dedicado al Samuel Fastlicht                                     | Still Life Dedicated to Samuel Fastlicht                                              | 1951 | Olieverf op doek 28,2 × 36 cm                         | Collectie van Dr. Samuel Fastlicht Mexico-Stad                                   |
|                                          | Stilleven met papegaai en vlag                                                           | Naturaleza muerta con loro y bandera                                               | Still Life with Parrot and Flag                                                       | 1951 | Olieverf op masoniet 28 × 40 cm                       | Collectie van Diaz Ordaz Mexico-Stad                                             |
|                                          | Stilleven met papegaai en fruit                                                          | Naturaleza muerta con loro y fruta                                                 | Still Life with Parrot and Fruit                                                      | 1951 | Olieverf op doek 25,4 × 29,7 cm                       | University of Texas at Austin Austin, Texas, Verenigde Staten                    |
|                                          | De cirkel                                                                                | El circulo                                                                         | The Circle                                                                            | 1951 | Olieverf op metaal 15 cm                              | Collectie van Dolores Olmedo Patiño Mexico-Stad                                  |
|                                          | Huilende kokosnoten                                                                      | Cocos llorandos                                                                    | Weeping Coconuts                                                                      | 1951 | Olieverf op masoniet 23,2 × 30,5 cm                   | Collectie van Bernard and Edith Lewin Palm Springs, Californië, Verenigde Staten |
|                                          | Congres van de volkeren voor vrede                                                       | Congreso de los pueblos por la paz                                                 | Congress of People for Peace                                                          | 1952 | Olieverf en tempera op masoniet 19,1 × 25,1 cm        | Onbekend                                                                         |
|                                          | Levende natuur                                                                           | Naturaleza viva                                                                    | Living Nature                                                                         | 1952 | Olieverf op doek 44 × 59,7 cm                         | Collectie van María Félix Mexico-Stad                                            |
|                                          | Stilleven gewijd aan Samuel Fastlicht                                                    | Naturaleza muerta dedicado al Samuel Fastlicht                                     | Still Life Dedicated to Samuel Fastlicht                                              | 1952 | Olieverf op doek bevestigd op hout 25,8 × 44 cm       | Collectie van Dr. Samuel Fastlicht Mexico-Stad                                   |
|                                          | Vrucht van het leven                                                                     | Fruta de la vida                                                                   | Fruit of Life                                                                         | 1953 | Olieverf op masoniet 47 × 62 cm                       | Collectie van Raquel M. de Espinosa Ulloa Mexico-Stad                            |
|                                          | Stilleven met watermeloenen                                                              | Naturaleza muerta con sandias                                                      | Still Life with Watermelons                                                           | 1953 | Olieverf op samengeperst hout 40 × 60 cm              | Museo de Arte Moderno Mexico-Stad                                                |
|                                          | Het Marxisme zal de zieken gezondheid geven                                              | El Marxismo dará la salud a los enfermos                                           | Marxism Will Give Health to the Sick                                                  | 1954 | Olieverf op masoniet 76 × 61 cm                       | Frida Kahlo Museum Coyoacán, Mexico                                              |
|                                          | Zelfportret met het portret van Diego op de borst en Maria tussen de wenkbrauwen         | Autorretrato con el retrato de Diego en el pecho y María entre las cejas           | Self-Portrait with a Portrait of Diego on the Breast and Maria Between the Eyebrows   | 1954 | Olieverf op masoniet 61 × 41 cm                       | Onbekend                                                                         |
|                                          | Zelfportret met Stalin                                                                   | Autorretrato con Stalin                                                            | Self-Portrait with Stalin                                                             | 1954 | Olieverf op masoniet 59 × 39 cm                       | Frida Kahlo Museum Coyoacán, Mexico                                              |
|                                          | Stilleven met vlag                                                                       | Naturaleza muerta con bandera                                                      | Still Life with Flag                                                                  | 1954 | Olieverf op masoniet 38 × 52 cm                       | Frida Kahlo Museum Coyoacán, Mexico                                              |
|                                          | Lang leve het leven en Dr. Juan Farill                                                   | Viva la vida y el Dr. Juan Farill                                                  | Viva la Vida and the Dr. Juan Farill                                                  | 1954 | Olieverf op masoniet 39 × 65 cm                       | Privécollectie Mexico-Stad                                                       |
|                                          | Steenovens                                                                               | Los hornos de ladrillo                                                             | Brick Kilns                                                                           | 1954 | Olieverf op masoniet 39 × 59,5 cm                     | Frida Kahlo Museum Coyoacán, Mexico                                              |
|                                          | Zelfportret in een landschap met de ondergaande zon                                      | Autorretrato en un paisaje con el sol poniéndose                                   | Self-Portrait in a Landscape with the Sun Going Down                                  | 1954 | Onbekend                                              | Vernietigd door Kahlo                                                            |
|                                          | Stilleven Leef het leven, watermeloenen                                                  | Viva la vida, sandias                                                              | Viva la Vida, Watermelons                                                             | 1954 | Olieverf op masoniet 59,5 × 50,8 cm                   | Frida Kahlo Museum Coyoacán, Mexico                                              |